# Meunasah Baro (Seulimeum)
Meunasah Baro is een bestuurslaag in het regentschap Aceh Besar van de provincie Atjeh, Indonesië. Meunasah Baro telt 548 inwoners (volkstelling 2010).